# Torfowisko pod Danowem
Torfowisko pod Danowem – torfowisko znajdujące się w odległości 8 km od Orzysza, położone na skraju lasu.
Położenie topograficzne torfowiska najlepiej obserwować jest z pobliskiego wzniesienia, za którym leży miejscowość Danowo. Są to płaty torfowiska wysokiego i przejściowego. W zalanym wodą okrajku torfowiska masowo występuje: mietlica psia, turzyca dzióbkowata, sit rozpierzchły, bobrek trójlistkowy, czermień błotna, tojeść bukietowa i gorysz błotny. Na wyniesionym podłożu z torfowców można zobaczyć: turzycę nitkowatą i turzycę bagienną, rosiczkę okrągłolistną, modrzewnicę pospolitą oraz wełnianki.